# Szung Szán zen mester
Szung Szán, Sungsan Tae Sonsa, Seung Sahn (született Duk In Lee, koreai: 숭산행원대선사; handzsa: 崇山行願大禪師; Sunchŏn, Észak-Korea, 1927. augusztus 1. – Szöul, Dél-Korea, 2004. november 30.) a koreai Csogje Rend 78. pátriárkája, zen buddhista mester. 

## Élete
22 éves korában kapott tanátadást a híres koreai zen mestertől, Ko Bongtól, így ő lett Korea legfiatalabb zen mestere. Három év csendes meditáció után a Csogje rend megújításának szentelte magát. Miután Tokióban és Hongkongban templomokat alapított, 1972-ben az Egyesült Államokba ment, így ő lett az első koreai zen mester, aki nyugaton élt és tanított.
Kis számú hallgató segítségével megalapította a Zen Központot Providenceben, amely végül több mint száz zen központ centruma lett Amerikában, Európában, Ázsiában és Afrikában. Szung Szán zen mester a szerzője a „Hamut a Buddhára”, „A zen iránytűje”, az „Egyetlen szál virág az egész világ” könyveknek. 2004. november 30-án hunyt el.

## Magyarul megjelent művei
- Seung Sahn: A zen iránytűje; ford. Fórizs László; Cartaphilus, Budapest, 2008